# Incidente di Panjdeh
L'incidente di Panjdeh (scritto Penjdeh nei resoconti più antichi e noto nella storiografia russa come battaglia di Kuška) è stato uno scontro armato avvenuto nel 1885 tra l'Emirato dell'Afghanistan e l'Impero russo. L'episodio causò una crisi diplomatica tra l'Impero russo e il Regno Unito, preoccupato per l'espansione russa verso sud-est in direzione dell'Afghanistan e del Raj britannico.
Dopo aver quasi completato la conquista del Turkestan, i russi catturarono un forte di confine afghano, minacciando gli interessi britannici nell'area. Vedendo in ciò una minaccia per l'India, i britannici si prepararono alla guerra, ma entrambe le parti evitarono lo scontro e la questione fu risolta diplomaticamente.
L'incidente arrestò l'ulteriore espansione russa in Asia, ad eccezione del Pamir, e portò alla definizione del confine nord-occidentale dell'Afghanistan.

## Contesto
Dopo la battaglia di Geok Tepe del gennaio 1881 e l'annessione di Merv nel marzo 1884, la Russia possedeva la maggior parte dell'attuale Turkmenistan. A sud di Merv, verso Herat in Afghanistan, il confine non era chiaramente definito. I britannici erano preoccupati perché la linea Merv-Herat-Kandahar-Quetta era una naturale via d'invasione verso l'India. I russi avevano avviato la costruzione della ferrovia transcaspica che avrebbe permesso loro di portare uomini e rifornimenti a Merv e oltre.
La maggior parte del Turkmenistan è desertica, ma l'irrigazione sostiene una popolazione abbastanza densa sul versante nord della catena montuosa del Kopet Dag (dove si trovano le città di Geok Tepe e Aşgabat). A est di questa catena si trovano le oasi di Tejen e Merv, quest'ultima una delle grandi città dell'Asia centrale. A sud di Tejen e Merv si trova una regione erbosa, chiamata Badghis, delimitata dai fiumi Hari Rud a ovest e Murghab a est. L'Hari Rud scorre verso nord lungo l'odierno confine tra Turkmenistan e Iran, entra in Turkmenistan e si espande formando l'oasi di Tejen. Il Murghab scorre a nord attraverso l'attuale Afghanistan entra in Turkmenistan, raggiunge Ýolöten e si espande formando l'oasi di Merv. Dove il Murghab attraversa l'attuale confine, esisteva l'area irrigua di Panjdeh ("Cinque Villaggi"). La regione di Badghis era larga circa 160 km e lunga circa 120-240 km da nord a sud, a seconda della posizione dei confini. A sud di Badghis si trova l'importante città afghana e fortezza di confine di Herat.
All'epoca dell'incidente di Panjdeh, era opinione comune che la frontiera settentrionale dell'Afghanistan iniziasse dal confine persiano a Sarahs, correndo per circa 430 km in direzione est-nord-est fino a incontrare l'Amu Darya a Khoja Sale, antico nome del punto in cui l'Amu Darya lascia oggi l'Afghanistan. Questo confine non è mai stato definito con certezza.

## Avanzata russa
Nel 1882 il Regno Unito e la Russia iniziarono a discutere dei confini afghani. Nel 1884 concordarono di formare una commissione per i confini afghani, i cui commissari comprendevano il generale russo Zelenoj e il generale britannico Sir Peter Lumsden. Questi avrebbero dovuto incontrarsi a Sarahs nell'ottobre 1884, ma entrambi subirono ritardi. Nel frattempo i russi cercarono di spingere il più a sud possibile il confine, prima che venisse fissato. Il generale Komarov, governatore dell'Oblast' della Transcaspia, avanzò a sud di Sarahs e respinse una guarnigione persiana sul lato orientale dell'Hari Rud. I russi occuparono poi Pul-i-Khatun, circa 65 km a sud di Sarahs, in territorio afghano. In seguito, occuparono il passo o canyon di Zulfikar e una località chiamata Ak Robat a circa 80 km a est. Più ad est, i turcomanni sarik di Ýolöten si sottomisero ai russi nel maggio 1884, ma i loro parenti di Panjdeh rifiutarono di farlo, affermando di essere sudditi dell'Emiro dell'Afghanistan.
Gli afghani inviarono truppe a Bala Morghab e in giugno iniziarono a costruire un forte all'estremità nord di Panjdeh, alla foce del fiume Kushk, che chiamarono Ak-Tepe ("Collina Bianca", probabilmente il vecchio forte visibile a 36.0371°N 62.7483°E). I russi pensarono che gli afghani lo avessero fatto con la connivenza britannica, ma gli afghani e i britannici sostennero che la popolazione di Panjdeh aveva sempre pagato il tributo agli afghani o, comunque, a chiunque controllasse Herat. I russi, da parte loro, sostennero invece che Panjdeh non era mai stata presidiata e che i suoi abitanti facevano parte di una tribù che si era sottomessa alla Russia.
L'8 novembre 1884, dopo aver attraversato il poco conosciuto paese del Belucistan, Lumsden arrivò a Sarahs con 250 sepoy e 200 lancieri del Bengala. Komarov evitò di incontrarlo, affermando di essere "occupato in altri affari". A metà novembre, Komarov risalì il Murghab verso Panjdeh e altre truppe afghane si spostarono per contrastarlo. I russi costruirono una postazione avanzata a Sandykgaçy, sul Murghab. Alikhanov cercò di parlamentare con il comandante di Ak Tepe, ma fu allontanato con minacce. Gli afghani inviarono poi un distaccamento per occupare Saryýazy, 16 km a sud dell'avamposto russo.

## Attacco russo
Per alcuni mesi ci fu una tregua. Poi, nel febbraio 1885, i russi occuparono una postazione situata circa 5 km a sud di Saryýazy. Lumsden consigliò agli afghani di ritirarsi più a sud. I russi costruirono poi un forte a Kazyl Tepe ("Collina Rossa"), circa 3 km a sud di Ak Tepe e circa 1,5 a sud di Pul-i-Khishty ("Ponte di mattoni"), oltre il fiume Kushk. Il 25 marzo 1885 Komarov arrivò a Kazyl Tepe con 1500 uomini. Due giorni dopo le truppe russe avanzarono, apparentemente cercando di provocare gli afgani a sparare per primi. Il capitano Charles Yate, l'ufficiale britannico più anziano e uno dei tre europei presenti, tentò inutilmente di disinnescare la situazione parlando con gli ufficiali russi.
Il 30 marzo 1885, i russi catturarono Ak Tepe con una perdita dichiarata di 900 afghani e 11 russi (Kuropatkin riporta 42 russi e 500 afghani tra morti e feriti).

## Conseguenze
La notizia giunse nel Regno Unito il 7 aprile 1885 e i britannici iniziarono i preparativi per la guerra. Il 27 aprile 1885 William Gladstone chiese alla Camera dei Comuni un credito di 11 milioni di sterline (4,5 milioni per la guerra mahdista in Sudan, dove Khartoum era caduta pochi mesi prima, i restanti per la guerra con la Russia). Alessandro III di Russia propose un arbitrato e dei negoziati e i britannici accettarono. La crisi fu in parte scongiurata dall'iniziativa di Abdur Rahman Khan, Emiro dell'Afghanistan, che si trovava a Rawalpindi, impegnato in colloqui con i britannici. Non volendo vedere due eserciti stranieri combattere nel suo Paese, quando gli fu riferito di Panjdeh, l'emiro finse di considerare lo scontro una semplice scaramuccia di confine.
A metà estate Lord Salisbury sostituì Gladstone, il che potrebbe aver reso più credibili le minacce britanniche. Il 10 settembre 1885 fu concordato che la Russia avrebbe tenuto Panjdeh, rinunciato a Zulfikar e che il confine sarebbe stato all'incirca quello attuale. I commissari di frontiera partirono da Zulfikar il 10 novembre 1885, raggiunsero il Murghab entro natale e si ritirarono nei quartieri invernali. Nel 1886 fu fissato il confine dal Murghab all'Amu Darya. Alcuni problemi minori dovettero essere risolti dalle diplomazie e il protocollo finale fu firmato il 22 luglio 1887. La Persia riuscì a conservare il paese di Atak, a nord-ovest di Sarahs, nel quale erano penetrate le pattuglie russe.
Il mancato aiuto britannico fu visto dall'Afghanistan come una violazione del trattato di Gandamak e questo portò l'emiro afghano a credere di non poter contare sui britannici di fronte all'aggressione russa. Le tensioni tra Russia e Regno Unito si attenuarono quando il ministro degli Esteri russo Nikolaj Girs e l'ambasciatore a Londra Egor Staal stipularono un accordo nel 1887 che stabiliva una zona cuscinetto in Asia centrale. La diplomazia russa ottenne così la riluttante accettazione britannica del suo espansionismo.
Nel 1890, la Russia fondò Kuška (odierna Serhetabat), all'estremità meridionale del nuovo territorio e nel 1901 la collegò a Merv con una ferrovia. Kuška rimase l'insediamento più meridionale dell'Impero russo e poi dell'Unione Sovietica. Il trattato di amicizia afghano-sovietico del 1921 è stato uno dei primi accordi internazionali stipulati dalla Russia sovietica. Anche se "i sovietici accettarono di restituire all'Afghanistan, previo plebiscito, i territori dell'area di Panjdeh ceduti sotto costrizione dall'Afghanistan alla Russia o a Bukhara nel XIX secolo", ciò non è mai stato fatto.